# Edge of the Earth (Sylosis)
| Recensione       | Giudizio |
| ---------------- | -------- |
| AllMusic         |          |
| Blabbermouth.net |          |
| Metal Hammer     |          |
| Metallized.it    |          |
| Rock Sound       |          |

Edge of the Earth è il secondo album in studio del gruppo musicale britannico Sylosis, pubblicato il 3 marzo 2011 dalla Nuclear Blast.
È il primo album del gruppo con alla voce il chitarrista e membro fondatore Josh Middleton, dopo l'uscita dalla formazione del cantante Jamie Graham.
Sonoricamente, la band abbandona le sonorità metalcore, proponendo uno stile a metà tra melodic death metal e thrash metal.

## Tracce
Testi e musiche dei Sylosis.
1. Procession - 6:45
2. Sands of Time - 5:07
3. Empyreal (Part 1) - 4:52
4. Empyreal (Part 2) - 1:07
5. A Serpent's Tongue - 5:23
6. Awakening - 3:59
7. Kingdom of Solitude - 5:37
8. Where the Sky Ends - 3:56
9. Dystopia - 5:44
10. Apparitions - 7:15
11. Altered States of Consciousness - 5:31
12. Beyond the Resurrected - 5:10
13. Eclipsed - 4:46
14. From the Edge of the Earth - 7:38

Traccia bonus nell'edizione limitata e digitale
1. Earth's Dust - 4:47

## Formazione
- Josh Middleton - voce, chitarra solista, strumentazione aggiuntiva
- Alex Bailey - chitarra ritmica, pianoforte
- Carl Parnell - basso
- Rob Callard - batteria, percussioni